# Bettenhöhle
Die Bettenhöhle ist eine Karsthöhle auf Melchsee-Frutt in der Gemeinde Kerns im Kanton Obwalden. Von dem Höhlensystem ist eine Gesamtlänge von 30'022 Metern erforscht. Damit ist sie die fünftlängste Höhle der Schweiz. Das System umfasst eine Höhendifferenz von 804 Metern. Die Höhle wurde erforscht von der Höhlenforscher-Gemeinschaft Trüssel (HGT) und seit 2003 von der Höhlenforscher-Gemeinschaft Unterwalden (HGU).

## Lage
Die Bettenhöhle liegt im Karstgebiet von Melchsee-Frutt. Dieses ist 15 km² gross und liegt in einem Höhenbereich zwischen 1100 m ü. M. und 2700 m ü. M. Das Höhlensystem hat mehrere Eingänge, darunter einen Eingang nahe der namensgebenden Bettenalp auf 1819 m ü. M. Am 30. März 2002 wurde ein Zusammenschluss mit dem Boniloch entdeckt, dessen Eingang liegt auf dem Bonistock auf einer Höhe von auf 2083 m ü. M.
Zusammen mit den benachbarten Höhlen Schrattenhöhle, Neotektonikhöhle, Chrummegghöhle, Frutthöhle und etwa 130 weiteren Höhlen ergibt sich ein Höhlengebiet mit insgesamt 59 Kilometern, welches damit das drittgrösste Höhlengebiet der Schweiz ist.